# Индијански резерват
Индијански резерват је правна дезигнација за једну земљишну област којом управља федерално признато америчко урођеничко племе под управом Бироа за индијске послове САД уместо државне владе државе у којој се они физички налазе. Сваки ос 326 индијанских ресервата у САД је повезан са одређеном индијанском нацијом. Немају свих 567 признатих племена резервате — нека племена имају више од једног резервата, док нека деле резервате. Додатно, због ранијих расподела земљишта, које су довеле до продаје Американцима који нису урођеничког порекла, неки резервати су веома фрагментисани, при чему се сваки комад племенског, индивидуалног, и земљишта у приватном поседу третира као засебна енклава. Ова метеж приватних и јавних некретнина ствара знатне административне, политичке и правне проблеме.
Колективна географиска површина свих резервата је 56.200.000 acres (22.700.000 ha; 87.800 sq mi; 227.000 km2), приближно величине Ајдаха. Док је већина резервата мала у поређењу са државама у САД, постоји 12 индијанских резервата који су већи од Роуд Ајланда. Највећи резерват припада Навахо нацији, и његова величина је попут Западне Вирџиније. Ресервати су неравномерно дистрибуирани широм САД. Већина њих се налази западно од Мисисипи реке и заузима земљиште које је било резервисано уговором или додељено из јавног домена.